# Championnat du Luxembourg féminin de football 2013-2014
Navigation
Saison précédente Saison suivante
Le Championnat du Luxembourg de football féminin 2013-2014 est la 27e saison de la compétition. Elle se déroule du 21 septembre 2013 au 17 mai 2014.

## Clubs participants
| Place       | Club                    | Terrain                         |
| ----------- | ----------------------- | ------------------------------- |
| 1           | FC Jeunesse Junglinster | Stade de la Route de Luxembourg |
| 2           | Sporting Club Ell       | Terrain Um Essig                |
| 3           | FC Progrès Niedercorn   | Stade Jos Haupert               |
| 4           | Entente Cebra-Gasperich | Stade Emile Bintner             |
| 5           | FC Blo-Wäiss Itzig      | Stade Albert Kongs              |
| 6           | AS Wincrange            | Stade Henri Lamborelle          |
| 7           | FC Minerva Lintgen      | Stade Jean Donnersbach          |
| 8           | FC Mamer 32             | Stade François Trausch          |
| 1er Ligue 2 | Victoria Rosport        | Stade du Camping                |
| 2e Ligue 2  | AS Colmarberg           | Stade Grand-Duc Henri           |

## Classement final
|  |    |                           | M  | G  | N | P  | Bp | Bc | Pts |
|  | -- | ------------------------- | -- | -- | - | -- | -- | -- | --- |
|  | 1  | Sporting Club Ell         | 18 | 12 | 3 | 3  | 50 | 23 | 39  |
|  | 2  | FC Progrès Niedercorn     | 18 | 11 | 1 | 6  | 55 | 33 | 34  |
|  | 3  | FC Jeunesse Junglinster T | 18 | 9  | 6 | 3  | 42 | 25 | 33  |
|  | 4  | AS Colmarberg P           | 18 | 7  | 8 | 3  | 24 | 19 | 29  |
|  | 5  | FC Minerva Lintgen        | 18 | 7  | 7 | 4  | 40 | 25 | 28  |
|  | 6  | FC Mamer 32               | 18 | 6  | 7 | 5  | 28 | 27 | 25  |
|  | 7  | FC Blo-Wäiss Itzig        | 18 | 5  | 4 | 9  | 32 | 46 | 19  |
|  | 8  | AS Wincrange              | 18 | 4  | 4 | 10 | 27 | 45 | 16  |
|  | 9  | Entente Cebra-Gasperich   | 18 | 3  | 4 | 11 | 26 | 46 | 13  |
|  | 10 | Victoria Rosport P        | 18 | 2  | 4 | 12 | 32 | 67 | 10  |